# Église du Saint-Sacrement de Clifton Gardens
Pour les articles homonymes, voir Église du Saint-Sacrement.
L’église du Saint-Sacrement (anglais : Blessed Sacrament Church) est un édifice religieux catholique du début du XXe siècle situé à Mosman, en Australie.

## Situation et accès
L’édifice est situé au no 62 de la route du Cap-de-Bradley (anglais : Bradleys Head Road), dans le quartier de Cilton Gardens de Mosman (banlieue nord de Sydney), et plus largement dans la division Rivage Bas-Nord (anglais : Lower North Shore) de l’agglomération de Sydney.

## Histoire

### Première pierre et édification
La cérémonie de pose de la première pierre a lieu le 9 janvier 1927, dans l’après-midi. La pierre est posée par l’archevêque de Sydney, Michael Kelly (en). Un grand rassemblement prend part à l’événement qui permet de collecter 1 700 livres australiennes pour la construction de cette nouvelle église. L’édifice est élevé selon les plans des architectes Scott et Green

### Dédicace
La cérémonie de dédicace a lieu le 27 novembre 1927, dans l’après-midi. Peter J. Murphy devient le prêtre de la nouvelle paroisse de Clifton Gardens.